# Leggi navali tedesche
Le leggi navali (in Tedesco Flottengesetze, "Leggi della flotta") furono cinque leggi diverse approvate dall'Impero tedesco, nel 1898, 1900, 1906, 1908 e 1912. Questi atti, sostenuti dal Kaiser Guglielmo II e dal suo Segretario di Stato per la Marina, il Grandammiraglio Alfred von Tirpitz, impegnarono la Germania a costruire una marina in grado di competere con la Royal Navy del Regno Unito.

## Desideri tedeschi e dibattito strategico

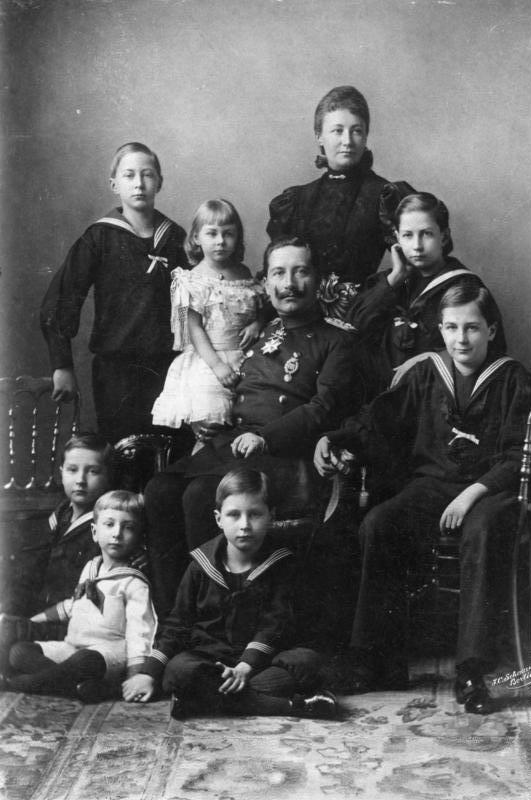
Foto del 1896 di Kaiser Guglielmo II con la sua famiglia, i suoi figli indossano uniformi da marinaio

Il Kaiser aveva desiderato a lungo una grande forza navale per assicurare alla Germania quello che chiamava "un posto al sole". Una grande marina tedesca avrebbe potuto sostenere i tentativi tedeschi di raggiungere le colonie, nonché di promuovere gli interessi economici e commerciali del Paese in altre parti del mondo. Era, infatti, determinato a rendere il suo paese una potenza coloniale in Africa e nel Pacifico. Fu anche un uomo profondamente militarista e desiderava aumentare la forza delle forze armate tedesche; in particolare voleva sviluppare una marina che potesse eguagliare la Royal Navy britannica. Come scrisse nella sua autobiografia:
(Kaiser Guglielmo II, My Early Life)
Sebbene Guglielmo amasse la forza navale, inizialmente non era sicuro di quale forma avrebbe preso la Marina tedesca: una forza composta principalmente da navi più piccole come incrociatori o navi più grandi come navi da battaglia. Inizialmente si orientò verso gli incrociatori perché avrebbero potuto viaggiare in tutti gli angoli del globo e mostrare la bandiera tedesca ovunque fossero andate, mentre le navi da guerra erano grandi e ingombranti e quindi avrebbero dovuto rimanere nel Baltico o nel Mare del Nord. Il segretario dell'Ufficio navale imperiale tedesco, ammiraglio Friedrich von Hollmann, preferì gli incrociatori perché erano più economici e più adatti alla strategia marittima tedesca, che enfatizzava la difesa costiera. Tuttavia, l'ammiraglio Alfred von Tirpitz, il principale sostenitore delle navi da guerra per la marina tedesca, sostenne che poiché la Germania non aveva molte colonie o stazioni di rifornimento oltremare, la guerra degli incrociatori non avrebbe avuto senso. Piuttosto, era importante concentrare una grande flotta di navi da battaglia in prossimità della più potente potenza marittima, poiché questo era l'unico modo in cui la Germania poteva competere con la Gran Bretagna (la principale potenza navale e coloniale del mondo) e quindi raggiungere la potenza mondiale per se stessa. Tirpitz affermò inoltre che la semplice esistenza di una grande flotta di corazzate avrebbe protetto indirettamente le colonie tedesche e il commercio in tutto il mondo, nonostante la portata limitata delle corazzate. La vittoria del campo di battaglia in questo dibattito strategico fu cementata quando Tirpitz sostituì Hollmann come Sottosegretario di Stato alla Marina.
Il 15 giugno 1897, Tirpitz presentò un memorandum che avrebbe modificare la storia Europea. In questo documento, sostenne che, al fine di sconfiggere la più grande potenza navale, sarebbe stato necessario costruire una flotta di navi da guerra. Egli, quindi, procedette ad invertire il ragionamento: se le navi da battaglia fossero state necessarie, il nemico della Germania avrebbe dovuto essere la più forte potenza navale – la gran Bretagna. I piani di Tirpitz erano basati sulla "teoria del rischio" – anche se la flotta tedesca fosse stata più piccola di quella della gran Bretagna, sarebbe dovuta essere in grado di infliggere danni alla Royal Navy, che fossero abbastanza gravi da mettere in pericolo il dominio inglese sui mari. Le perdite sarebbero state così pesanti che un altro potere, forse un alleato tedesco o un nemico inglese, sarebbe potuto piombare e distruggere i resti della flotta Britannica. Per evitare un costoso scontro navale con la Germania, la diplomazia inglese sarebbe diventata più accondiscendente nei confronti dei progetti coloniali tedeschi e delle ambizioni economiche correlate. Tirpitz intuì che un programma così ambizioso di costruzioni navali avrebbe potuto funzionare solo se i particolari fossero sanciti da una legge; ciò avrebbe impegnato la marina militare per la costruzione di un numero predeterminato di navi, assicurando che la flotta fosse costruita senza interruzioni, ed evitando la necessità di contrattare con il Reichstag per ottenere i soldi per costruire ogni singola nave. Così preparò il campo per una serie di leggi che avrebbe stravolto le relazioni Anglo-tedesche.

## Leggi navali

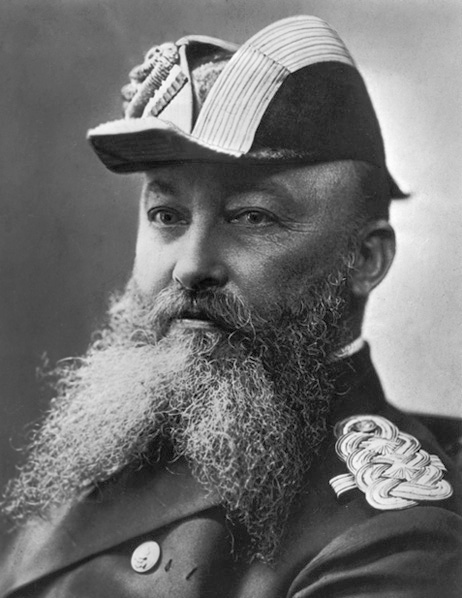
Alfred von Tirpitz, l'architetto dell'espansione della marina tedesca

A cavallo del XX secolo, la Gran Bretagna rispettò lo " Standard delle due potenze ": la Royal Navy doveva essere uguale in forza a quella delle successive due potenze navali messe insieme. Lo standard, accettato a lungo ufficiosamente, fu reso ufficiale dal Naval Defence Act del 1889 e designò le marine francesi e russe come gli avversari più probabili per la Gran Bretagna in alto mare. Tuttavia, le leggi navali tedesche sostenute da Tirpitz misero in crisi questo standard.
La prima legge navale, introdotta nel Reichstag alla fine del 1897, delineava la composizione della flotta per ogni classe di navi e il numero di navi da costruire entro il 1904 e stabiliva anche un limite di costi. Autorizzò un numero predefinito di navi da guerra che non sarebbero state messe in discussione da un voto parlamentare annuale, proponendo la costruzione di 16 navi da guerra nei tre anni successivi. La legge fu approvata dal Reichstag il 26 marzo 1898 con l'opposizione del Partito conservatore e del Partito socialdemocratico, che erano contrari a spendere ingenti somme di denaro per la guerra navale. Le implicazioni non furono immediatamente evidenti, poiché le sette navi da guerra previste non sarebbero state sufficienti per spostare gli equilibri con la marina britannica o francese.
La vera minaccia della Germania per la Royal Navy iniziò con la seconda legge navale. Durante la Seconda Guerra Boera (1899–1902), i tedeschi simpatizzarono molto con i Boeri, che consideravano un popolo razzialmente e culturalmente affine. Nel gennaio 1900, incrociatori britannici di pattuglia arrestarono tre piroscafi tedeschi al largo delle coste africane per perquisirli, sospettando che stessero trasportando materiale ai boeri. Sebbene gli inglesi si scusarono immediatamente, i tedeschi furono indignati e l'ammiraglio von Tirpitz approfittò della rabbia per introdurre un nuovo disegno di legge navale, che passò attraverso il Reichstag con pochissima opposizione il 14 giugno di quello stesso anno. Questa legge raddoppiava le dimensioni della flotta da 19 a 38 navi da guerra; due navi da battaglia, quattro squadroni da battaglia di otto navi da guerra ciascuno e quattro navi da guerra di riserva furono costruite nei diciassette anni successivi, dal 1901 al 1917. Questa legge rendeva lampante che la Marina tedesca doveva essere una potente flotta da battaglia e non una forza di difesa costiera (nel processo che trasformava la Germania nella seconda potenza navale più forte del mondo), e che il principale avversario di questa flotta cresciuta doveva essere il Regno Unito.
I successivi 12 anni videro il Reichstag approvare altre tre leggi navali, nel 1906, 1908 e 1912; in ogni caso, Tirpitz approfittò di un evento di crisi o di allarme in Germania per garantire il successo del disegno di legge. Nel giugno del 1906, la terza legge navale, che imponeva la costruzione di sei grandi incrociatori, divenne legge a seguito dell'incapacità tedesca di infrangere l'Intesa cordiale alla Conferenza di Algeciras . La Quarta Legge navale dell'aprile 1908 ridusse l'età in cui le navi da guerra dovevano essere sostituite da 25 a 20 anni e fu innescata dalla sensazione che re Edoardo VII e la Gran Bretagna stessero cercando di accerchiare la Germania. La quinta legge navale, innescata dal ritiro tedesco nella crisi di Agadir del 1911, passò nel giugno del 1912 e aggiunse altre tre navi da battaglia al programma di costruzioni.

## La risposta britannica
Nel corso degli anni 1890, la Gran Bretagna aveva costruito le proprie navi da guerra su vasta scala, ed era più preoccupata della Francia e della Russia che della Germania, che considerava più un alleato che un nemico. Tuttavia, la seconda legge navale, con la rapida espansione della flotta tedesca, iniziò a preoccupare gravemente la nazione insulare. L'espansione navale tedesca minacciava il controllo britannico dei mari, che era vitale non solo per il mantenimento dell'Impero britannico, ma anche per la sicurezza delle isole britanniche stesse, poiché la supremazia navale aveva a lungo protetto la Gran Bretagna dall'invasione.
Così Lord Selborne, Primo Lord dell'Ammiragliato, informò il Primo Ministro Lord Salisbury e il resto del Gabinetto britannico il 15 novembre 1901:
In un documento del Gabinetto dell'ottobre 1902, Selborne approfondì ulteriormente la minaccia navale tedesca verso la Gran Bretagna:
Di conseguenza, gli inglesi iniziarono a modificare le proprie politiche estere e navali per far fronte alla minaccia tedesca. Dal 1902 in poi, una corsa agli armamenti anglo-tedeschi si sviluppò mentre l'Ammiragliato sosteneva lo standard delle due potenze più altre sei navi da battaglia oltre la parità con i francesi e i russi. Diplomaticamente, gli inglesi abbandonarono per sempre lo Splendido Isolamento concludendo l'Alleanza anglo-giapponese nel 1902, due anni dopo firmarono l'Intesa cordiale con i loro rivali di lunga data, i francesi. Con la firma dell'Intesa anglo-russa nel 1907, la paura tedesca di accerchiamento divenne realtà.
Sotto la guida di Sir John Fisher, che servì come primo lord del mare dal 1904 al 1910, la Royal Navy subì un periodo di rivoluzionari cambiamenti. Dall'autunno del 1902, Fisher aveva visto la Germania come il principale nemico navale della Gran Bretagna, e così ridistribuì la flotta in modo tale che le navi più grandi e potenti fossero messe in relazione alla battaglia contro i tedeschi. La flotta di casa fu ribattezzata Flotta della Manica e gli fu ordinato di rimanere in prossimità del Canale della Manica, mentre l'ex Flotta della Manica, con base a Gibilterra, fu rinominata flotta atlantica . Quattro navi da guerra trasferite dalla flotta mediterranea e cinque dalla Cina ingrandirono la flotta della manica a 17 navi da guerra, mentre le otto navi da guerra della flotta atlantica potevano spostarsi a nord verso le isole britanniche o ad est verso il mar Mediterraneo.

## Punti di forza della flotta imposti dalle Leggi navali, 1898-1912

### legge navale del 1898
Firmata in legge il 10 aprile 1898.
navi in pieno incarico :
- 1 ammiraglia della flotta,
- 2 squadroni di battaglia, ciascuno con 8 navi da guerra,
- 2 divisioni, ciascuna con 4 corazzate costiere,
- 6 grandi incrociatori e 16 incrociatori leggeri come scout per la flotta di casa,
- 3 incrociatori di grandi dimensioni e 10 incrociatori leggeri per servizio estero.

materiale di riserva :
- 2 navi da guerra,
- 3 grandi incrociatori,
- 4 incrociatori leggeri.

programma di sostituzione :
- Corazzate e corazzate costiere dopo 25 anni,
- grande incrociatore dopo 20 anni,
- incrociatori leggeri dopo 15 anni.

Totale (da conseguire entro il 1903) :
- 19 navi da guerra (12 esistenti; 7 navi aggiuntive da costruire),
- 8 corazzate costiere (8 esistenti),
- 12 grandi incrociatori (10 esistenti, 2 navi aggiuntive da costruire),
- 30 incrociatori leggeri (23 esistenti, 7 navi aggiuntive da costruire).

### Legge navale del 1900
Firmata in legge il 14 giugno 1900.
Flotta da battaglia :
- 2 ammiraglie della flotta,
- 4 squadroni, ciascuno di 8 navi da guerra,
- 8 grandi incrociatori,
- 24 incrociatori leggeri.

flotta straniera :
- 3 grandi incrociatori,
- 10 incrociatori leggeri.

riserva materiale :
- 4 navi da guerra,
- 3 grandi incrociatori,
- 4 incrociatori leggeri.

programma di sostituzione :
- corazzate dopo 25 anni,
- incrociatori dopo 20 anni.

Totale (da raggiungere entro il 1920) :
- 38 navi da battaglia (11 navi aggiuntive da costruire),
- 14 incrociatori di grandi dimensioni (2 ulteriori navi da costruire),
- 38 piccoli incrociatori (8 navi aggiuntive da costruire),
- 96 torpediniere in 16 divisioni di 6 barche ciascuna.[23]

### Modifica del 1906
Approvata il 19 maggio 1906; non variava l'impegno ad eccezione di 5 incrociatori extra-large per la flotta straniera più 1 incrociatore extra-large nella riserva materiale e 48 torpediniere aggiuntive.

### Modifica del 1908
Approvata il 27 marzo 1908; la forza autorizzata della flotta è rimasta invariata, ma ha ridotto l'età di sostituzione delle navi da battaglia a 20 anni (accelerando così la costruzione di navi moderne) e ha imposto che i nuovi grandi incrociatori fossero incrociatori da battaglia.

### Modifica del 1912
Approvata il 21 maggio 1912
Flotta da battaglia :
- 1 ammiraglia della flotta,
- 5 squadroni (3 attivi, 2 in riserva), ciascuno di 8 navi da guerra,
- 10 grandi incrociatori (8 attivi, 2 di riserva),
- 30 incrociatori leggeri (18 attivi, 12 di riserva).

flotta straniera :
- 8 grandi incrociatori,
- 10 incrociatori leggeri.

flottiglie :
- 3 leader della flottiglia,
- 108 torpediniere,
- 54 sottomarini.

riserva materiale :
- 36 torpediniere,
- 18 sottomarini,
- 1 capo flottiglia.

Totale :
- 41 navi da guerra (3 navi aggiuntive da costruire),
- 18 grandi incrociatori,
- 40 piccoli incrociatori (2 ulteriori navi da costruire),
- 4 leader della flottiglia,
- 144 torpediniere,
- 72 sottomarini (età di sostituzione di 12 anni).